# Pau Martí
Pour les articles homonymes, voir Martí.
Martí  Soriano est un nom espagnol. Le premier nom de famille, en général paternel, est Martí ; le second, en général maternel, souvent omis, est Soriano.
Pau Martí, né le 24 novembre 2004 à Moixent, est un coureur cycliste espagnol. 

## Biographie
Pau Martí Soriano pratique le vélo depuis sa plus tendre enfance. Vers l'âge de cinq ans, son père l'inscrit dans son premier club cycliste à Moixent, sur ses terres natales. Il se consacre alors principalement au cyclo-cross,. Dans cette discipline, il remporte notamment une édition de la Coupe d'Espagne chez les cadets (moins de 17 ans). Il devient par ailleurs vice-champion national en 2020. 
En 2021, il participe à davantage de courses sur route. Sur le circuit espagnol, il obtient une victoires et diverses places d'honneur. Ses bons résultats lui permettent de terminer deuxième au classement final de la Coupe d'Espagne juniors. Il représente également son pays aux championnats d'Europe et aux championnats du monde. À la suite de ses performances, il délaisse définitivement le cyclo-cross pour le cyclisme sur route. 
Lors de la saison 2022, il confirme ses aptitudes en étant l'un des meilleurs juniors espagnols. Vainqueur à cinq reprises, il est également un membre régulier de l'équipe nationale d'Espagne. Dans les classiques, il finit treizième de Gand-Wevelgem juniors et dix-huitième de Paris-Roubaix juniors. Il se classe aussi seizième du Tour du Valromey, disputé sur un parcours escarpé.
En 2023, il intègre la réserve de l'équipe Israel-Premier Tech, après avoir été repéré par le directeur sportif Rubén Plaza. Il se décrit alors comme un cycliste « tout-terrain », dont le domaine de prédilection reste à définir. Pour ses débuts espoirs, il se fait remarquer par ses qualités de grimpeur. Il termine sixième du Grand Prix de Poggiana et de la dernière étape du Tour de la Vallée d'Aoste, douzième de Paris-Tours espoirs, ou encore treizième du Piccolo Giro di Lombardia. L'année suivante, il se révèle véritablement aux yeux des suiveurs en montant sur le podium final du Tour d'Italie espoirs, à la troisième place. Il est également troisième de la Flèche ardennaise, et surtout neuvième du championnat d'Espagne sur route, au milieu des professionnels. 
En 2025, il manque de peu sa première victoire chez les professionnels en terminant deuxième d'une étape du Tour de l'Alentejo. En mai, il gagne la Course de la Paix espoirs, une compétition inscrite au calendrier de la Coupe des Nations U23 qu’il dispute avec l'équipe nationale d’Espagne.

## Palmarès et résultats

### Palmarès par année
- 2019
  - Coupe d'Espagne de cyclo-cross cadets
- 2020
  - 2e du championnat d'Espagne de cyclo-cross cadets
- 2021
  - Mémorial José Luis Junco
  - 2e de la Coupe d'Espagne sur route juniors
- 2022
  - 1re étape du Trophée Víctor Cabedo
  - Trofeo San Pascual
  - Trofeo de Moixent Junior
  - 1re et 5e étapes de la Vuelta a Talavera Junior
  - 3e du Trofeu 15 d'Abril
- 2024
  - 3e de la Flèche ardennaise
  - 3e du Tour d'Italie espoirs
- 2025
  - Classement général de la Course de la Paix-Grand Prix Jeseníky
  - 2e étape du Tour du Portugal

### Classements mondiaux
| Année                                 | 2023  | 2024  |
| ------------------------------------- | ----- | ----- |
| Classement mondial                    | 2626e | 1016e |
| UCI Europe Tour                       | 1496e | nc    |
|                                       |       |       |
| Légende : nc = non classéSource : UCI |       |       |